# عد الإلكترونات
عد الإلكترونات هي طريقة علمية تستخدم لتصنيف المركبات ووصفها كما أنها تستخدم لتوقع الهيكل الإلكتروني والروابط الكيميائية. كما تعتمد الكثير من القوانين في الكيمياء على العد الإلكتروني:
- قاعدة الثمانيات تستخدم مع بنية لويس لعناصر المجموعة الأساسية خاصة الخفيفة منها مثل الكربون، النيتروجين، والأكسجين،
- قاعدة الإلكترونات الثمانية-عشر للمعادن الانتقالية في الكيمياء اللاعضوية والكيمياء الفلزية العضوية السطحية،
- نظرية هيكل الإلكترون متعدد الأوجه للمركبات المتكتلة بما فيها المعادن الانتقالية وعناصر المجموعة الأساسية مثل بورون بالإضافة إلى قاعدة وايد للتراكيب متعددة السطوح بما فيها المعادن الانتقالية وعناصر المجموعة الأساسية والمخاليط منها.

```
تسمى الذرات التي لا تتبع القواعد بــ «ناقصة-إلكترونات» (بالإنجليزية: electron-deficient) وهو عندما يكون عدد الإلكترونات قليل جداً أو كثير جداً لتحقيق ترتيب 
الغازات النبيلة
. بما أن هذه المركبات غالباً ما تكون أكثر تفاعلاً عن المركبات التي تتبع القواعد، لذا فالعد الإلكتروني أداة مهمة جداً لتحديد تفاعل الجزيئات.
```

## قواعد العد
هناك طريقتان مشهورتان لعد الإلكترونات وكلاهما تعطيان نفس النتيجة.
- يفترض النهج الأول وهو العد المحايد أن الجزيئات أو القطع اللتي تدرس روابط تساهمية خالصة. وقد تم الترويج لها من قبل مالكوم قرين (Malcolm Green) مع الرموز 'L' و 'X' وهو عندما يتحاد الأيون مع مركبات أخرى لتشكيل مركب أكثر تعقيدا.[2][3] وعادة ما ينظر على أنها الأسهل خاصة للمعادن الانقالية ذات التكافؤ الإلكتروني المنخفض.
- أما النهج الثاني فهو نهج العد الأيوني والذي يفترض أن الارتباطات بين الجزيئات هو ارتباط أيوني خالص. بهذا يمكن لأي شخص التأكد من عداته باستخدام كلا النهجين.

من المهم أن ندرك أن أغلب الأنواع الكيميائيه تتواجد بين النقيضين التساهمية والأيونية الخالصة

### العد المحايد
- هذه الطريقة تبدأ بتحديد موقع الذرة المركزية في الجدول الدوري وتحديد عدد إلكترونات التكافؤ لها. ينبغي لكل شخص عد إلكترونات التكافؤ لعناصر المجموعة الأساسية بطريقة مختلفة عن المعادن الانتقالية.

مثال. في الدورة الثانية: بورون، كربون، نيتروجين، أوكسيجين، فلورين لديها 3، 4، 5، 6 و 7 إلكترونات تكافؤ على التعاقب.
مثال: في الدورة الرابعة: بوتاسيوم، كالسيوم، سكانديوم، تيتانيوم، فاناديوم، كروم، حديد، نيكل لديها 1، 2، 3، 4، 5، 6، 8، 10 بالتعاقب.
- تضاف وحدة لكل هاليد أو أي أنيونية تربط إلى الذرة المركزية من خلال رابطة سيجما.
- تضاف إثنتان لكل زوج وحيد مرتبط بمعدن. (مثال: كل قاعدة لويس يربط مع زوج وحيد). الهيدروكربونات غير المشبعة مثل ألكينس تصنف على أنها قواعد لويس).
- تضاف واحدة لكل ترابط عنصري مثلي الجنس.
- تضاف واحدة لكل شحنة سالبة، ويتم طرح واحد لكل شحنة موجبة.

### العد الأيوني
- تبدأ هذه الطريقة بعد عدد الإلكترونات من العنصر، على افتراض حالة الأكسدة

مثال: +Fe2 لديه 6 إلكترونات
−S2 لديه 8 الكترونات
- تضاف إثنتين لكل هاليد أو أي أنيونية تربط إلى الذرة المركزية من خلال رابطة سيجما.
- تضاف إثنتان لكل زوج وحيد مرتبط بمعدن. (مثال: فوسفين يمكن أن يرتبط مع زوج وحيد). وبالمثل، لا تساهم لويس وأحماض برونستيد (البروتونات) بأي شيء.
- بالنسبة للروابط غير المشبعة مثل ألكينس يضاف إلكترون واحد لكل ذرة كربون ملازمة للمعدن.

## الإلكترونات المتبرعة من القطع المشتركة
| عنوان العمود    | عنوان العمود | عنوان العمود | عنوان العمود            |
| --------------- | ------------ | ------------ | ----------------------- |
| X               | 1            | 2            | X−; X = F, Cl, Br, I    |
| H               | 1            | 2            | H−                      |
| H               | 1            | 0            | H+                      |
| O               | 2            | 4            | O2−                     |
| N               | 3            | 6            | N3−                     |
| NR3             | 2            | 2            | NR3; R = H, alkyl, aryl |
| CR2             | 2            | 4            | CR2− 2                  |
| الإثيلين        | 2            | 2            | C2H4                    |
| سيكلو بنتادايين | 5            | 6            | C 5H− 5                 |
| بنزين           | 6            | 6            | C6H6                    |

### «الحالات الخاصة»
أعداد الإلكترونات «المتبرعة» من قبل بعض الروابط يعتمد على هندسة الروابط المعدنية. ومثال على هذه المضاعفات هو الكيان M-NO. عندما يكون هذا التجمع خطيا، يعتبر ارتباط الNO ارتباط ثلاثي-الإلكترونات. وعندما تميل الوحدة الفرعية للM-NO بقوة في N فتعامل الNO على انها هاليد كاذب وبالتالي فهو إلكترون واحد. (في نهج العد المحايد). لا يختلف الوضع كثيرا بين الأليل η3 و η1. وأمر آخر غير معتاد في منظور عد الإلكترون هو ثاني أكسيد الكبريت.

## أمثلة
- CH4, ميثان للمركز C

العد الحيادي: C (كربون) في هذا المركب يساهم ب4 إلكترونات، وكل H (هايدروجين) في المركب تساهم ب 1 إلكترون: 4 + 4 * 1 = 8 إلكترونات تكافؤ.
العد الأيوني: -C4 تساهم ب8 إلكترونات تكافؤ، كل بروتون يساهم بصفر إلكترونات: 8 + 4 * 0 = 8 إلكترونات
وبالنسبة لH (هايدروجين) فهي مشابهة لها:
العد الحيادي: H تساهم بإلكترون واحد والC تساهم بواحدة أيضا (الثلالث إلكترونات المتبقية من C هي لي الثلاث هايدروجينات المتبقية في الجزيئة): 1 + 1 * 1 = 2 إلكترونات تكافؤ
العد الأيوني: H تساهم بصفر إلكترون (+H). أما −C4 فتساهم ب2 إلكترون (لكل H طبعا)، 0 + 1 * 2 = 2 إلكترونات تكافؤ.
الخلاصة: ميثان يتبع قاعدة الثمانيات لعنصر الكربون، وقاعدة الدويتو للهايدروجين، وبالتالي من المتوقع أن تكون الجزيئة مستقرة (كما نرى في حياتنا اليومية)
- H2S، للمركز S

العد الحيادي: S (كبريت) يساهم ب6 إلكترونات، وكل هايدروجين تساهم بإلكترون واحد: 6 + 2 * 1 = 8 إلكترونات تكافؤ
العد الأيوني: −S2 يساهم ب8 إلكترونات، كل بروتون يساهم ب صفر: 8 + 2 * 0 = 8 إلكترونات تكافؤ
الخلاصة: مع عدد إلكترون ثماني (للكبريت)، يمكن أن نتوقع أنه سيكون رباعي السطوح إذا أخذنا بعين الاعتبار الزوجين الوحيدين.
- SCl2 للمركز S

العد الحيادي: S تساهم ب6 إلكترونات، وكل كلورين يساهم بواحدة: 6 + 2 * 1 = 8 إلكترونات تكافؤ
العد الأيوني: +S2 تساهم ب4 إلكترونات، كل كلورين أنيون تساهم ب2: 4 + 2 * 2 = 8 إلكترونات تكافؤ
الخلاصة: انظر مناقشة H2S أعلاه. لاحظ أن H2S و SCl2 كلاهما يتبع قاعدة الثمانيات - إلا أن سلوك هذه الجزيئات يختلف تماما.
- SF6، للمركز S

العد الحيادي: S تساهم ب6 إلكترونات، وكل فلورين يساهم بواحد إلكترون: 6 + 6 * 1 = 12 إلكترونات تكافؤ
العد الأيوني: +S6 يساهم ب صفر إلكترون، وكل فلورين أنيون يساهم ب2 إلكترون: 0 + 4 * 2 = 8 إلكترونات تكافؤ
الخلاصة: العد الايوني يشير أن الجزئية ناقصة زوجين وحديدين للإلكترونات، لذلك فتركيبتها ستكون ثماني السطوح كما توقعت نظرية فيسبر. يمكن أن يستنتج أن هذه الجزيئة تسكون عالية التفاعل - لكن العكس صحيح: SF6 يعتبر خامل ويستخدم بشكل واسع في الصناعة بسبب هذه الخاصية.
- TiCl4، للمركز Ti

العد الحيادي: Ti تساهم ب4 إلكترونات، وكل كلورين يساهم بواحدة: 4 + 4 * 1 = 8 إلكترونات تكافؤ
العد الأيوني: +Ti4 يساهم ب صفر إلكترون، وكل كلورين أنيون يساهم بإثنتان: 0 + 4 * 2 = 8 إلكترونات تكافؤ
الخلاصة: وجود فقظ 8 إلكترونات فقط (مقابل ال18 الممكنة)، يمكن أن نتوقع أن TiCl4 سيكون حمض لويس جيد. لا شك أنه يتفاعل (بعنف في بعض الحالات) مع الماء، الكحوليات، الاسترات والأمينات.
- Fe(CO)5، للمركز Fe

العد الحيادي: Fe يساهم بثمانية إلكترونات، كل CO يساهم ب2 إلكترون: 8 + 2 * 5 = 18 إلكترونات تكافؤ
العد الأيوني: Fe(0(يساهم بثمانية إلكترونات، كل CO يساهم ب2 إلكترون: 8 + 2 * 5 = 18 إلكترونات تكافؤ
الخلاصة: هذه حالة خاصة، حيث أن العد الحيادي هو نفس العد الأيوني، كل القطع حيادية. بما أنها مجمع 18-إلكترون، يتوقع أن يكون المركب مركب معزول.
- Ferrocene, (C5H5)2Fe، للمركز Fe

العد الحيادي: Fe يساهم ب8 إلكترونات وكل (C5H5) يساهم بخمسة إلكترونات: 8 + 2 * 5 = 18 إلكترونات
العد الأيوني: +Fe2 يساهم ب6 إلكترون وكل (C5H5) يساهم ب6 إلكترونات: 6 + 2 * 6 = 18 إلكترونات تكافؤ للحديد (Fe).
الخلاصة: كما في المثال السابق، الفيروسين هنا يتوقع أن يكون مركب معزول.
تظهر هذه الأمثال طرق عد الإلكترونات، هذه نظرية علمية وليس لها أي علاقة مع التحولات الكيميائية في الحياة الحقيقية. الكثير من 'القطع' المذكرة أعلاه لا توجد في الحقيقة كما ذكرت; ولا يمكن وضعا في قارورة: مثال. الكربون الحيادي و Ti ليست أنواع حرة، هم دائما ما يرتبطون مع شيء، الكربون الحيادي مثلا، دائما ما يوجد في الجرافيت، الفحم، الماس (يتقاسم الإلكترونات مع الكاربونات المجاورة)، أما بالنسبة لTI فيوجد دائما في المعادن (حيث تشترك إلكتروناتها مع ذرات Ti المجاورة)، -C4 و +Ti4 'موجودة' فقط مع مضادة المناسبة (التي على الأرجح أن تشارك فيها الإلكترونات). لذلك يتم استخدام هذه الرمسية فقط لتنبؤ الاستقرار أو خصائص المركبات!